# Шкала Крафта
Шкала Крафта — розподіл дерев однієї популяції за ступенем панування і життєвості:

I — винятково панівні, виділяються над наметом деревних крон;

II — панівні, головна частина деревного намету;

III — співпанівні, входять до загального намету, але затінені;

IV — пригнічені, досягають намету деревних крон;

V — цілком пригнічені, майже позбавлені гілок; ті, що відмирають.